# Underriver
Underriver – wieś w Anglii, w hrabstwie Kent, w dystrykcie Sevenoaks. Leży 22 km na zachód od miasta Maidstone i 38 km na południowy wschód od centrum Londynu.